# Sept Jours en mai
Pour plus de détails, voir Fiche technique et Distribution.
Sept Jours en mai (Seven Days in May) est un film américain réalisé par John Frankenheimer et sorti en 1964. Il s'agit de l'adaptation du roman Seven Days in May de Fletcher Knebel (en) et Charles W. Bailey II.
L'histoire se déroule dans le contexte de la Guerre froide mais de manière quelque peu fictive, en 1970 alors que le film est sorti en 1964. Ce film part en fait de l'hypothèse d'un coup d'État destiné à renverser le gouvernement des États-Unis afin que puisse s'établir un pouvoir militaire. La peur du communisme est en toile de fond.

## Synopsis
En 1970, la Guerre froide reste un problème sécuritaire et politique majeur, ce qui conduit le président américain Jordan Lyman à signer un traité de désarmement nucléaire avec l'Union soviétique. Cependant, la ratification ultérieure du traité par le Sénat américain produit une vague de mécontentement, en particulier parmi l'opposition politique de Lyman ainsi que parmi les militaires, qui pensent qu'on ne peut pas faire confiance aux Russes. La popularité de Lyman atteint son niveau le plus bas alors que des émeutes éclatent devant la Maison-Blanche. Plus tard, un médecin avertit le président qu'il souffre d'un dangereux problème cardiaque, ce qu'il ignore allègrement, étant trop occupé et assiégé pour prendre les deux semaines de vacances qui lui ont été ordonnées.
Jiggs Casey, un colonel du corps des Marines et directeur des chefs d'état-major interarmées, est approché discrètement par d'autres hauts-gradés de l'armée comme le général quatre étoiles de l'armée de l'air américaine James Mattoon Scott, un ancien as de l'aviation qui a reçu six Purple Hearts, deux Distinguished Service Crosses et la Medal of Honor. Casey découvre par hasard que l'hyper-patriotique Scott prépare en douce un coup d'État visant à destituer Lyman en sept jours. Selon le plan, sous couvert d'un exercice d'entraînement de routine, une unité secrète de l'armée connue sous le nom d'ECOMCON, prendra le contrôle des réseaux de téléphone, de radio et de télévision du pays avec l'appui des généraux et amiraux de l'armée. Dans le même temps, le président, qui participe à une fausse alerte, sera saisi et déposé pour haute trahison avec l'ennemi. L'unité s'entraine dans le plus grand secret dans une base hors budget récemment établie quelque part près d'El Paso, au Texas. Selon Scott, qui est occupé à promouvoir son image publique et charismatique par le biais de rassemblements anti-traité au niveau national, il se retrouvera à la tête d'une junte militaire.
Bien que personnellement opposé à la politique de Lyman, Casey est consterné par le complot et alerte Lyman qui, quelque peu sceptique mais conscient des enjeux s'il se trompe, réunit un cercle de conseillers de confiance pour enquêter. Son équipe est composée d'Art Corwin, le chef des services secrets à la Maison-Blanche, de Christopher Todd, secrétaire au Trésor, de Paul Girard, un conseiller de longue date et de Raymond Clark, le sénateur de Géorgie et ami intime depuis vingt-et-un ans. Après son investigation, Casey comprend que l'ensemble des chefs de toutes les branches de l'armée américaine, à l'exception de la marine, ont adhéré au projet de coup d'État de Scott. Le vice-amiral Barnswell, alors à bord d'un porte-avions en Méditerranée pour des exercices de la flotte américaine, semble apparemment être le seul officier à refuser de participer. De plus en plus méfiant, Lyman renonce à son engagement antérieur de participer à l'alerte de Scott en prétextant qu'il part à la pêche pour le week-end afin de se reposer. Il envoie ensuite Girard à Gibraltar pour obtenir les aveux de Barnswell et envoie l'alcoolique Clark au Texas pour localiser la base secrète. Casey est quant à lui chargé d'utiliser l'ancienne maitresse de Scott afin d'avoir un moyen de pression sur ce dernier. Pendant ce temps, les services secrets filment subrepticement les preuves de ce qui est interprété comme une tentative d'enlèvement du président pendant la fausse partie de pêche, éliminant ainsi tous les doutes sur l'existence d'un complot.
Après avoir bluffé, Girard réussit à obtenir la confession écrite de Barnswell mais celle-ci disparait lorsque l'avion de ligne à bord duquel il se trouvait s'écrase inexplicablement au-dessus de l'Espagne. Dès son arrivée à la base secrète, Clark est fait prisonnier et est tenu au secret pendant un jour et demi à l'approche du coup d'État prévu le dimanche qui suit. Exploitant l'amitié de longue date de Casey avec le commandant adjoint de la base, le colonel Henderson, Clark convainc celui-ci de l'intention machiavélique de l'alerte imminente. Henderson finit par libérer Clark, qui s'échappe vers Washington mais est enlevé et enfermé au secret dans un camp militaire. Lors d'une vidéoconférence avec le président, Barnswell nie avoir fait plus que discuter amicalement avec Girard, affirmant ne pas avoir connaissance d'une quelconque conspiration.
Sachant qu'il n'a aucune carte en main pour prouver la culpabilité de Scott, Lyman le convoque la nuit venue au Bureau ovale pour exiger sa démission et celle des autres conspirateurs, affirmant qu'un tir massif serait préjudiciable à la fois pour la stabilité de la nation et à sa réputation internationale. Scott refuse et nie ouvertement l'existence d'un quelconque complot, profitant plutôt de l'occasion pour dénoncer Lyman et le traité. Lyman fait valoir qu'un coup d'État en Amérique inciterait les Soviétiques à effectuer une frappe nucléaire préventive, tandis que Scott soutient que le peuple américain est derrière lui. Le président le met alors au défi de démissionner de l'armée et de se présenter aux élections pour briguer le pouvoir de façon légitime, en honorant le processus démocratique que Scott prétend vouloir préserver. Scott reste impassible et Lyman est sur le point de confronter le général avec les lettres obtenues de Holbrook lorsque son intégrité l'emporte. Il décide de faire confiance à son jugement et permet à Scott de partir sans être inquiété.
Scott rencontre ensuite les trois autres chefs d'état-major et réaffirme son intention de mener à bien le coup d'État. Il prévoit une émission télévisée grandiloquente à 21 heures ce soir-là et les encourage à la regarder. Cependant, Lyman convoque une conférence de presse nationale télévisée dans l'après-midi, au cours de laquelle il est prêt à annoncer qu'il a renvoyé les quatre hommes. Pendant qu'il parle, la confession manuscrite de Barnswell, récupérée dans le crash de l'avion, lui est remise et il retarde la conférence d'une demi-heure. Dans l'intervalle, des copies de la confession sont remises à Scott et aux autres comploteurs. Alors que la conférence de presse reprend, Scott se prépare à réaliser le coup d'État, mais il abandonne lorsqu'il entend le président Lyman annoncer que les trois autres conspirateurs ont présenté leur démission. Déprimé au point d'être distrait, il part dans sa limousine vers sa maison située sur une base militaire voisine.
Le film se termine par un discours de Lyman devant la presse et le peuple américain réunis à la télévision et à la radio sur l'état de la nation et les valeurs qu'elle défend, affirmant vigoureusement qu'elle n'est pas seulement saine mais qu'elle gagne en force grâce à la paix plutôt qu'au conflit. Il reçoit une ovation de la part du corps de presse.

## Fiche technique
Sauf indication contraire, les informations mentionnées dans cette section peuvent être confirmées par la base de données cinématographiques IMDb,  présente dans la section « Liens externes ».
- Titre français : Sept Jours en mai
- Titre original : Seven Days in May
- Réalisateur : John Frankenheimer
- Scénario : Rod Serling, d'après le roman Seven Days in May de Fletcher Knebel et Charles W. Bailey II
- Musique : Jerry Goldsmith
- Directeur de la photographie : Ellsworth Fredericks
- Directeur artistique : Cary Odell
- Costumes : Angela Alexander, Wesley Jeffries et Sid Mintz
- Montage : Ferris Webster
- Production : Edward Lewis et John Frankenheimer
- Sociétés de production : Joel Productions et Seven Arts Productions
- Distribution :
- Pays d'origine :  États-Unis
- Format : noir et blanc - 1.85:1 - 35 mm - son monophonique (Westrex Recording System)
- Genre : drame, thriller politique
- Durée : 118 minutes
- Dates de sortie : 
  - États-Unis : 12 février 1964
  - France : 25 mars 1964

## Distribution
- Burt Lancaster (VF : Jean Martinelli) : le général James Mattoon Scott
- Kirk Douglas (VF : Roger Rudel) : le colonel Martin « Jiggs » Casey
- Fredric March (VF : Jean Davy) : le président Jordan Lyman
- Ava Gardner (VF : Claire Guibert) : Eleanor « Ellie » Holbrook
- Bart Burns  (VF : René Arrieu) : Art Corwin
- Edmond O'Brien (VF : Jacques Hilling) : le sénateur Raymond Clark
- Martin Balsam (VF : André Valmy) : Paul Girard
- Andrew Duggan (VF : Serge Nadaud) : le colonel William « Mutt » Henderson
- Hugh Marlowe (VF : Raymond Loyer) : Harold McPherson
- Whit Bissell (VF : Pierre Leproux) : le sénateur Frederick Prentice
- Helen Kleeb (VF : Raymonde Devarennes) : Esther Townsend
- George Macready (VF : Maurice Dorléac) : Christopher Todd
- Richard Anderson (VF : Roland Ménard) : le colonel Murdock
- Charles Meredith : un membre du comité du Sénat
- John Larkin : le colonel Broderick

Non crédités
- Malcolm Atterbury : Horace, le physicien
- William Challee : le général Riley
- Stuart Holmes : un membre du comité du Sénat
- Kent McCord : un assistant du président
- Bill Raisch
- Rodolfo Hoyos Jr. : le capitaine Ortega
- John Houseman : le vice-amiral Farley C. Barnswell
- Ferris Webster : le général Barney Rutkowski

## Production
Le tournage a lieu en Californie, notamment à Lake Arrowhead, la Naval Air Station North Island et à Los Angeles (aéroport international, Paramount Studios). Des scènes sont également tournées à Washington (aéroport international de Washington-Dulles, plans extérieurs de la Maison-Blanche), en Arizona et à Paris.

## Distinctions
Le film est nommé pour deux Oscars en 1965. Edmond O'Brien est nommé au meilleur acteur dans un second rôle, alors que Cary Odell et Edward G. Boyle sont listés dans la catégorie de la meilleure direction artistique-décor. Aux Golden Globe Awards, Edmond O'Brien reçoit le prix au meilleur acteur dans un second rôle, et Fredric March, John Frankenheimer et Jerry Goldsmith sont respectivement nommés au meilleur acteur, meilleur réalisateur et meilleure musique.
Cette année, John Frankenheimer est lauréat du Bodil du meilleur film américain. Rod Serling est nommé au Writers Guild of America Award pour le meilleur scénario.

## Autour du film
Le film est considéré comme le premier film hollywoodien dans lequel apparait le fameux fusil d'assaut M16, alors tout juste en déploiement dans l'armée américaine.

### Revue de presse
- Claude Miller, « Sept Jours en mai », Téléciné, no 116, Paris, Fédération des Loisirs et Culture Cinématographique (FLECC), mai-juin 1964,  (ISSN 0049-3287)